# 清水町消防本部
清水町消防本部（しみずちょうしょうぼうほんぶ）は、静岡県駿東郡清水町に存在した消防部局（消防本部）。管轄区域は清水町全域。2016年4月に消防広域化に伴って駿東伊豆消防本部へ統合された。

## 概要
- 消防本部：駿東郡清水町堂庭212番地の1
- 管内面積：8.81km2
- 職員数：42人
- 消防署1カ所

### 主力機械
2015年4月1日現在
- 消防ポンプ自動車：1
- 水槽付消防ポンプ自動車：1
- 救助工作車：1
- 高規格救急自動車：2
- 指揮車：1
- 指令車：1
- 広報車：1
- 作業車：1

## 沿革
- 1982年
  - 4月1日 清水町消防本部が発足する。
  - 11月30日 消防本部・消防署の庁舎を新築する。
- 2003年4月1日 沼津市・三島市・裾野市・長泉町・清水町の3市2町が共同で消防指令センターの運用を開始する。
- 2016年4月1日　消防広域化に伴って駿東伊豆消防本部へ統合された。

## 組織
- 本部 - 管理係、予防係
- 消防署 - 警防係、救急係、予防係

## 消防署
| 消防署       | 住所           |
| ------------ | -------------- |
| 清水町消防署 | 堂庭212番地の1 |